# Пресбиорнисы
Пресбиорнисы (лат. Presbyornis) — род вымерших птиц из отряда гусеобразных. Включает 4 вида из палеоцена — эоцена (58,7—33,9 млн лет назад), живших на территории современных Канады, США и Монголии.

## Описание

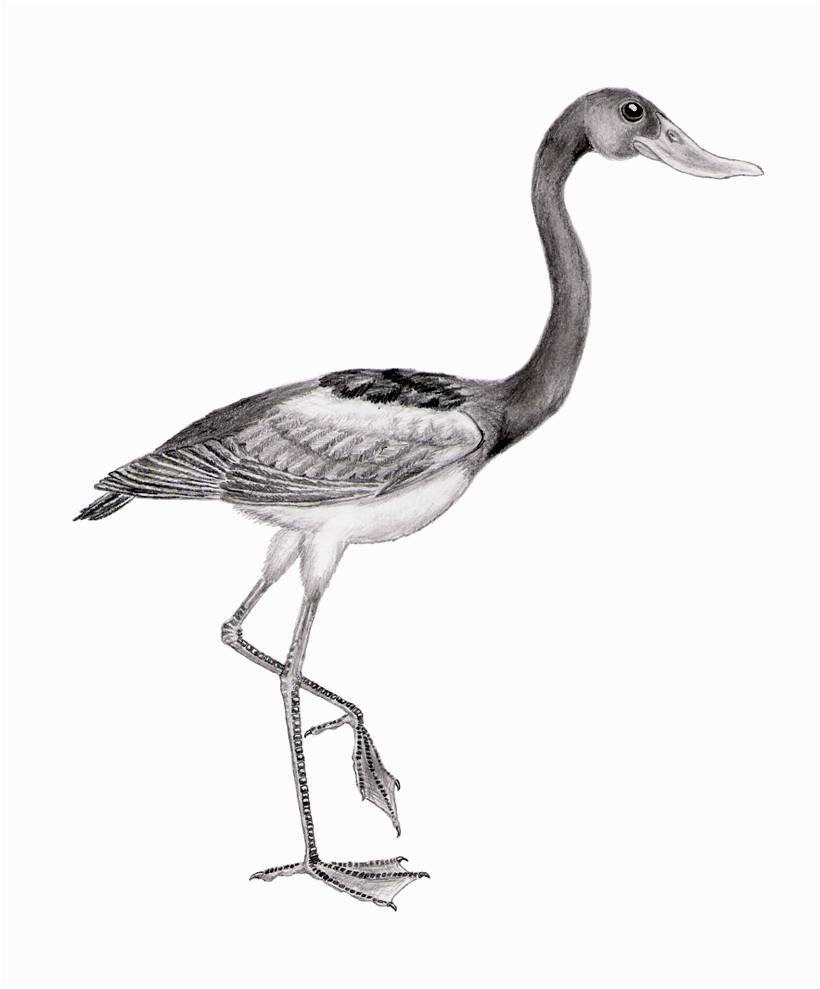
Внешний вид Presbyornis pervetus в представлении художника

Пресбиорнисы были одними из первых гусеобразных. Из-за длинных ног и шеи их сначала принимали за фламинго, но затем отнесли к гусеобразным из-за уткоподобного строения черепа и клюва. Затем их признавали промежуточной стадией между гусеобразными и куликами, но сейчас этот род считается частью полностью вымершего семейства гусеобразных — Presbyornithidae, наиболее близкого к гусям и уткам. Судя по найденным ископаемым, пресбиорнисы предпочитали жить колониями, обитая у мелководных озёр. Их широкие и плоские клювы использовались для фильтрования воды и питания растениями и мелкими животными примерно так, как это делают современные речные утки.

## Классификация
По данным сайта Paleobiology Database, на ноябрь 2020 года выделяют 4 вымерших вида:
- Presbyornis isoni Olson, 1994
- Presbyornis mongoliensis Kurochkin & Dyke, 2010
- Presbyornis pervetus Wetmore, 1926typus [syn. Nautilornis avus Wetmore, 1926, Nautilornis proavitus Wetmore, 1926]
- Presbyornis recurvirostrus (Hardy, 1959) [syn. Coltonia recurvirostra Hardy, 1959]

### Описание видов
P. pervetus — хорошо изученный вид, был размером примерно с гуся, но с более длинными ногами. Найденные костные останки включают много полных скелетов из формации Грин-Ривер (штат Юта, нижний эоцен, 56,0—48,6 млн лет назад), что позволяет предположить, что птицы гнездились колониями и, возможно, страдали от ботулизма, как и многие современные птицы, живущие колониями.
P. isoni менее изучен, был крупнее лебедя. Известны несколько находок костей из формации Акуайя (штат Мэриленд, палеоцен, 58,7—55,8 млн лет назад).
P. recurvirostris — вид, место которого в классификации не определено однозначно, возможно, синонимичный P. pervetus. Он известен по находке части крыла в формации Колтон около города Ифрием (штат Юта, нижний эоцен, 56,0—33,9 млн лет назад).
P. mongoliensis жил на территории Монголии. Был описан в 2010 году по частичным фрагментам конечностей, найденным в отложениях палеоцена — эоцена (58,7—48,6 млн лет назад).
Неописанные, но, возможно, также относящиеся к виду останки были обнаружены в других местах в Юте и в Монголии. Найденный учёными коракоид, сейчас относимый к Headonornis может также оказаться принадлежащим на самом деле представителю рода Presbyornis.